# Frans Jeppsson Wall
Frans Jeppsson Wall, conosciuto anche semplicemente come Frans (Ystad, 19 dicembre 1998), è un cantante svedese. Ha iniziato la sua carriera da bambino, con i singoli numero uno Who's da Man e Fotbollsfest, entrambi incentrati sul calcio. Ha rappresentato la Svezia all'Eurovision Song Contest 2016 con il brano If I Were Sorry.

## Biografia

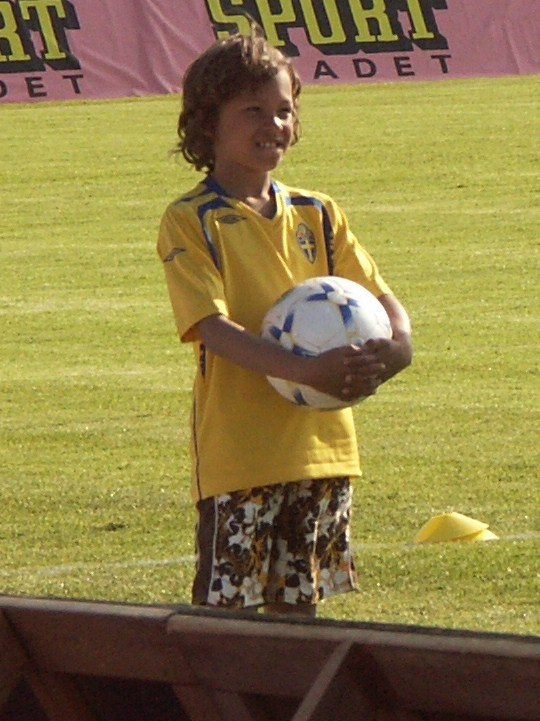
Frans a 9 anni, nel 2008

Frans è nato a Ystad, nell'estremo sud della Svezia, il 19 dicembre 1998, da padre nigeriano e madre svedese. Essendo cresciuto e avendo studiato musica a Londra, parla fluentemente sia l'inglese che lo svedese. Frans ha una sorella gemella.
Il singolo di debutto di Frans, una collaborazione con la band Elias, è intitolato Who's da Man ed è dedicato al calciatore svedese Zlatan Ibrahimović. Il singolo è rimasto alla vetta della classifica svedese per 10 settimane nel 2006. La canzone ha anticipato l'album di debutto di Frans, intitolato Da Man, uscito a dicembre dello stesso anno. L'album ha raggiunto il ventesimo posto in Svezia. A Natale del 2006 Frans ha pubblicato il singolo natalizio Kul med Jul, che ha raggiunto il ventiquattresimo posto nella classifica svedese. Nel 2008 è uscito un suo nuovo singolo Fotbollsfest, dedicato alla squadra nazionale di calcio svedese, che è rimasto in cima alla classifica svedese per una settimana.
Dopo anni di assenza dal mondo dello spettacolo, Frans ha partecipato al Melodifestivalen 2016, il programma di selezione svedese per l'Eurovision Song Contest 2016, con la canzone If I Were Sorry. Dopo essersi qualificato dalla quarta semifinale del 27 febbraio a Gävle, ha partecipato alla finale del 12 marzo a Stoccolma. Dopo essere arrivato secondo nel voto della giuria e primo nel televoto, Frans è stato annunciato vincitore. All'età di 17 anni, Frans è il vincitore più giovane del Melodivestivalen dopo Carola Häggkvist, la vincitrice del 1983, che allora aveva solo 16 anni. If I Were Sorry ha raggiunto il primo posto nella classifica svedese.

## Discografia

### Album in studio
- 2006 – Da Man

### Singoli
- 2006 – Kul med Jul
- 2008 – Fotbollsfest
- 2016 – If I Were Sorry
- 2016 – Young Like Us
- 2017 – Liar
- 2019 – One Floor Down
- 2019 – Snakes
- 2019 – Do It Like You Mean It (feat. Yoel905)

#### Come featuring
- 2006 – Who's da Man (Elias feat. Frans)
- 2018 – Loving U (Nicole Cross feat. Frans)